# Manuel Ruiz de Elvira
Manuel Ruiz de Elvira Francoy (11 de septiembre de 1963) es ingeniero naval. Ha formado parte del diseño de diversos barcos participantes en la Copa América. En las últimas cuatro ocasiones sus diseños han resultado ganadores. Desde 2000 coopera con el Comité Técnico del Offshore Racing Council y del que actualmente forma parte del Comité de Honor, del que fue presidente durante cuatro años. También ha desarrollado el VPP (Velocity Prediction Program) o programa de predicción de velocidad que se utiliza para evaluar cualquier alternativa de proyecto desde el punto de vista de prestaciones del buque. Socio fundador de NautaTec creada en 1994, oficina de ingeniería Naval, diseño de yates y embarcaciones menores, así como de nuevas tecnologías aplicadas a la arquitectura naval e ingeniería.

## Trayectoria deportiva
- España 92 Quinto Centenario (ESP 5) (Involucrado en diferentes áreas desde producción a diseño. Labores de apoyo técnico en San Diego, 1992)
- Rioja de España (ESP 42) (Diseño de formas de casco y apéndices, 1995)
- Bravo España (Coordinador de diseño/investigación con especial responsabilidad en formas de casco y apéndiceso y apéndices, 2000)
- Alinghi (Diseñador senior, 2003). Vencedor
- Alinghi (Diseñador senior, 2007). Vencedor
- BMW Oracle Racing (USA 17) (Diseñador senior, 2010). Vencedor
- BMW Oracle Racing (Diseñador senior, 2013). Vencedor[5]

## Palmarés
- Equipo Alinghi. 2003. Vencedor
- Equipo Alinghi. 2007. Vencedor
- Equipo BMW Oracle Racing. 2010. Vencedor
- Equipo BMW Oracle Racing. 2013. Vencedor

## Otros premios
- Premio AINE a la mejor empresa por la Asociación de Ingenieros Navales (1999).[6]
- Premio 46.º Congreso de Ingeniería Naval e Industria Marítima por el trabajo Excelencia en el Diseño de Buques a Vela de Alta Competición. Autores: Manuel Ruiz de Elvira y Marcelino Botín[7]